# 柏木神社 (東京都北区)
柏木神社（かしわぎじんじゃ）は東京都北区の神社。

## 概要
元亨年間（1321年～1324年）に創建された。神谷村の鎮守であり、元々は荒川（現・隅田川）の川岸の高台（水塚）にあって、川を行き交う船の休憩所になっていた。
毎年正月になると、神社から船に向かって餅を投げていたことから「餅投げ神社」と呼ばれていた。
1943年（昭和18年）、現在地に移転した。

## 交通アクセス
- 王子神谷駅より徒歩9分。